# Kothe (Fluss)
Die Kothe, auch Kothebach oder Kothe-Flüsschen genannt, ist ein ca. 3,5 km langer Bach, dessen Quellen im lehmigen Grundmoränengebiet am Rand des Friedersdorfer Waldes bereits auf Schönbacher Flur liegen und der ca. 60 m östlich des Reiterhauses in Neusalza-Spremberg bei der heutigen „Seniorenresidenz“ in die Spree mündet. Der Wasserlauf der Kothe musste dabei als Tunnel unter die B 96 verlegt werden. Das Wasser der Kothe und seiner kleinen Zuläufe ist wiederholt zu Fischteichen aufgestaut, von denen aber die meisten sanierungsbedürftig sind, da sie weitgehend trocken liegen. Die Kothe ist ein relativ klarer Bach, da kaum Schmutzstoffe in ihn gelangen; daher finden Bachforelle, Bachneunauge und Schmerle einen geeigneten Lebensraum. Im Oberlauf sind die Hänge muldenartig, im weiteren Verlauf auf Neusalza-Spremberger Flur ist das Bachtälchen kerbartig eingeschnitten. Die Hänge sind deutlich asymmetrisch ausgebildet, d. h. der südöstliche Hang ist steil, steinig und daher bewaldet, dagegen weist der nordwestliche Hang geringere Neigungswinkel auf und dient dem Ackerbau bzw. der Grünlandnutzung.
Das Quellgebiet der Kothe ist durch Entwässerung weitgehend zerstört. Der Bach ist im Schilfteich angestaut.

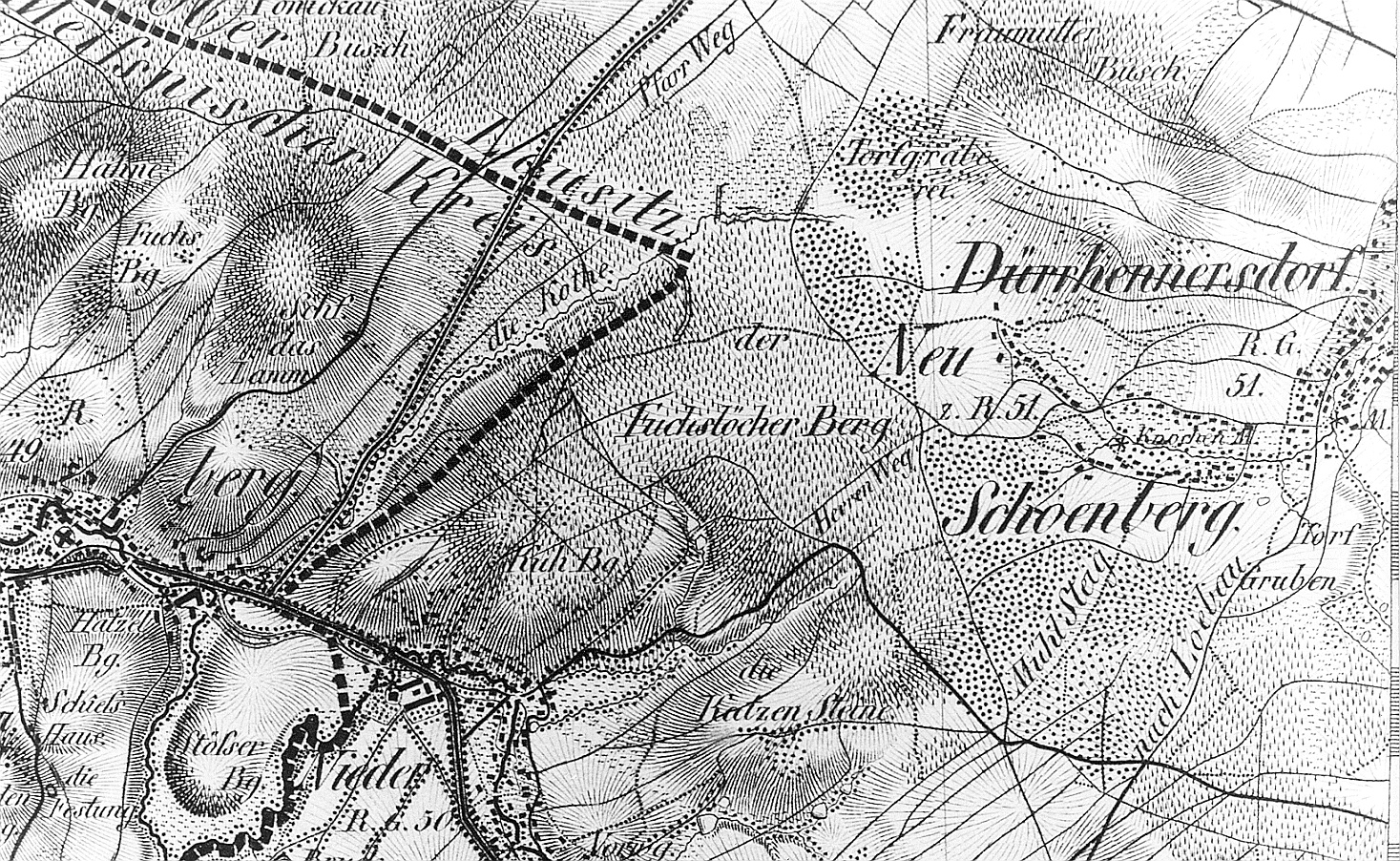
Lage der Kothe in einer Karte von 1821 bis 1822

## Flora und Fauna
Am Bachlauf selbst kommen aber noch vereinzelt Sumpf-Pippau (Crepis paludosa), Kleiner Baldrian (Valeriana dioica), Hohe Schlüsselblume (Primula elatior), Behaarter Kälberkropf (Chaerophyllum hirsutum), Hoher Baldrian (Valeriana sambucifolia) und Süße Wolfsmilch (Euphorbia dulcis) vor. Die in der Landschaft seltene Bach-Nelkenwurz (Geum rivale) findet man nur noch als kleinen Bestand direkt am Bachlauf. Gegenblättriges Milzkraut (Chrysosplenium oppositifolium) und Hain-Gilbweiderich (Lysimachia nemorum) betonen den submontanen Charakter der Pflanzendecke. Als Gräser sind Wald-Zwenke (Brachypodium silvaticum) und Nickendes Perlgras (Melica nutans) zu erwähnen. Bemerkenswert ist die auf großen Teilen der Fließstrecke in typischer Ausbildung und mit hohen Deckungsgraden ausgebildete Unterwasservegetation. Diese setzt sich überwiegend aus den Wassermoosen Welliges Spatenmoos (Scapania undulata), Quellmoos (Fontinalis antipyretica) und Ufer-Schnabeldeckelmoos (Platyhypnidium riparioides) zusammen. Der Bachlauf wird sowohl von acidophilen Moosen wie dem Schwanenhals-Sternmoos (Mnium hornum) und dem Gewöhnlichen Beckenmoos (Pellia epiphylla) als auch von den eher basiphilen Moosarten Kegelkopf-Lebermoos (Conocephalum conicum) und Fuchsschwanzmoos (Thamnobryum alopecurum) begleitet. An die Kothe grenzen naturnahe Laubwälder [überwiegend Hainmieren-Schwarzerlen-Bachwald (Ass. Stellario nemorum-Alnetum glutinosae), z. T. mit Übergängen zu Moorwäldern (Verband Betulion pubescentis)] und großflächig Fichtenforste an. Einige kleinere Bereiche sind für die Ausbildung eines geschlossenen Waldes zu nass und es haben sich hier geringmächtige Torfe abgelagert. Möglicherweise handelt es sich um den Rest eines mesotroph-sauren Mittelgebirgs-Hangmoores. Im untersten Abschnitt des Bachlaufes deutet die Sternmiere (Stellaria holostea) zusammen mit der Hainbuche den Eintritt in die wärmere, die kolline Region an.
Einige vorkommende Tierarten sind die Gebirgsstelze (Motacilla cinerea), der Grasfrosch (Rana temporaria), die Erdkröte (Bufo bufo) und der Bergmolch (Ichthyosaura alpestris).

## Schutzgebiet
Das Gebiet der Kothe mit seiner naturnahen Bachaue ist aufgrund seiner Naturnähe und seiner vielfältigen Naturausstattung mit Vorkommen seltener und gefährdeter Tier- und Pflanzenarten und seiner Bedeutung für den Biotopverbund als Flächennaturdenkmal geschützt.